# Vanessa Quin
Vanessa Quin, née le 15 octobre 1976 à Tauranga, est une coureuse cycliste néo-zélandaise spécialiste de VTT de descente. Elle est championne du monde de descente 2004.

## Palmarès en VTT

### Championnats du monde de descente
- 2004 :  Championne du monde de descente

### Coupe du monde de descente
- 2002 : 6e du classement général
- 2004 : 5e du classement général
- 2005 : 4e du classement général

### Championnats de Nouvelle-Zélande
- 2004
  -  Championne de Nouvelle-Zélande de descente
- 2005
  -  Championne de Nouvelle-Zélande de descente